# Перещепинский городской совет
Перещепинский городской совет (укр. Перещепинська міська рада)  — административно-территориальная единица и соответствующий орган местной власти в составе Новомосковского района Днепропетровской области Украины.
Административный центр городского совета находится в г. Перещепино.

## Населённые пункты совета
- г. Перещепино
- с. Козырщина
- с. Малокозырщина
- с. Александрия
- с. Свечановка
- пос. Вишневое